# إدارة مونتفيدو
إدارة مونتفيدو (بالإسبانية: Departamento de Montevideo)‏(تلفظ بالإسبانية: ‎/monteβiˈðe.o/‏) هي أصغر إدارة في الأوروغواي والأكثر سكاناً أيضاً. عاصمتها وهي عاصمة الأوروغواي وأكبر منها مونتفيدو. معظم مساحة الإدارة تشغلها العاصمة إلا أن هناك مدن أصغر في حدودها.

## التاريخ
إدارة مونتيفيديو هي واحدة من أولى الإدارات التي أُنشئت في الأوروغواي الحالية. تأسست الإدارة في 27 يناير 1816 بموجب مرسوم صادر عن مجلس مونتيفيديو (كابيلدو)، وصادق عليه خوسيه أرتيجاس في 3 فبراير من نفس العام. أنشئت الإدارة مع إدارات مالدونادو وسوريانو وكانيلونيس وسان خوسيه وكولونيا. شملت أراضي الإدارة المناطق الواقعة "ما وراء جدار العاصمة حتى خط بينيارول". ظل هذا التقسيم الإداري الفرعي قائمًا أثناء الحكم البرتغالي والبرازيلي للمقاطعة.
صدر الدستور الأول للأوروغواي بعد استقلال البلاد مباشرة، أكدت المادة الأولى فيه على وجود المقاطعات التسع (منها مونتيفيديو). أصدرت الجمعية العامة القانون رقم 84 بتاريخ 7 أبريل 1835، بناءً على المادة 17 (التي أصبحت المادة 85 حاليًا) من الدستور، والذي أعاد تحديد حدود مقاطعة مونتيفيديو لحدودها الأصلية.
عُدل هذا القانون بتفصيل أكبر بموجب المرسوم الصادر في 28 أغسطس 1835 والذي حدد بدقة حدود مونتيفيديو وهي كالآتي نهر سانتا لوسيا من مصبه في نهر ريو دي لا بلاتا وحتى التقائه مع جدول لاس بيدراس، ثم اتباع مسار هذا الجدول حتى منبعه في تلال بيريرا. تمتد الحدود من هناك عبر منعطف التلال إلى منبع مجرى توليدو، وتستمر مع مساره حتى مستنقعات كاراسكو ثم تواصل عبر المستنقعات حتى تصل إلى مصب نهر بلايت.

## السكان
بلغ عدد سكان الإدارة 1,680,108 (613,990 ذكور و705,014 إناث) و520,538 أسرة في تعداد 2011.
- معدل النمو السكاني: -2.566٪ (2011)
- معدل المواليد: 14.40 ولادة / 1000 شخص (2004)
- معدل الوفيات: 10.35 حالة وفاة / 1000 شخص (2004)
- متوسط العمر: 33.8 (31.2 ذكور ، 36.5 إناث) (2004)
- متوسط العمر المتوقع عند الولادة (2004):
  - مجموع السكان: 75.28 سنة
  - الذكور: 71.28 سنة
  - الإناث: 79.44 سنة
- متوسط حجم الأسرة: 1.91 طفل / امرأة (2004)
- دخل الفرد في الحضر (المدن التي يبلغ عدد سكانها 5000 نسمة أو أكثر): 19.858.7 بيزو / شهر (2004)

### المراكز الحضرية الرئيسية
| المدن           | عدد السكان |
| --------------- | ---------- |
| مونتفيدو        | 1,680,552  |
| باجاس بلانكاس   | 1,976      |
| سانتياغو فاسكيز | 1,482      |
| أبيوبا          | 924        |

### التعليم
تشير التقديرات إلى أن حوالي 227,264 طالبًا يدرسون في 464 مؤسسة تعليمية عامة في إدارة مونتيفيديو. تحتوي الإدارة على 331 روضة أطفال ومدرسة ابتدائية و75 مدرسة ثانوية و54 مؤسسة تابعة لجامعة ديل تراباجو ديل أوروغواي. توجد 162 مدرسة خاصة تغطي جميع مستويات التعليم. كما تضم المقاطعة شبكة واسعة من مراكز رعاية الطفولة المبكرة.

## صور

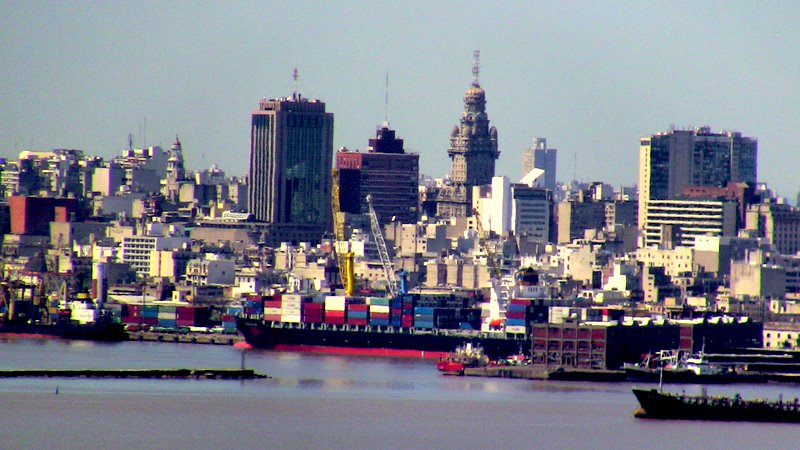
منظر لمدينة مونتيفيديو
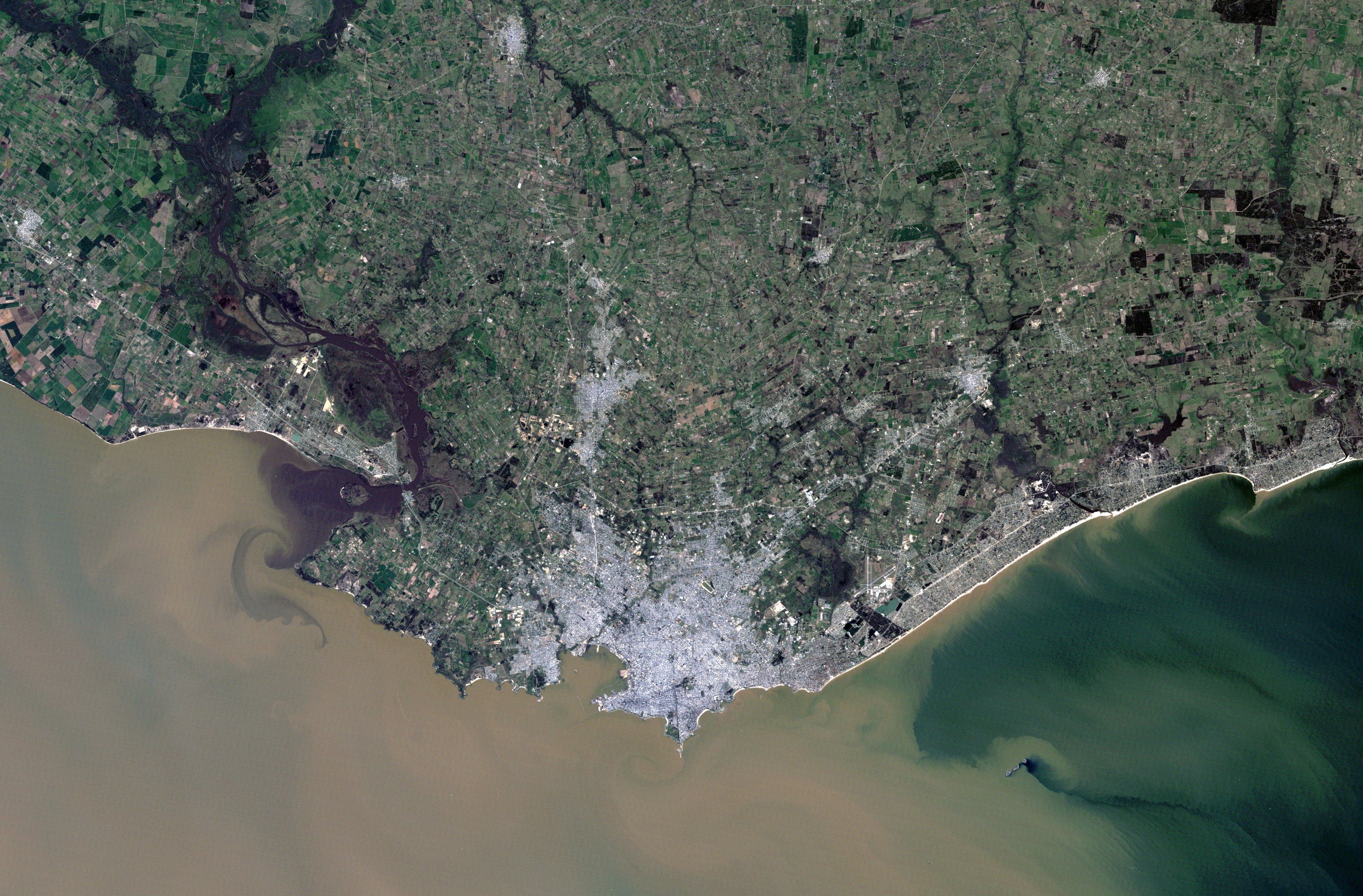
صورة الأقمار الصناعية لإدارة مونتيفيديو والمناطق المحيطة بها .